# James A. Sauer
James A. Sauer (* 23. April 1945 in Winona, Minnesota; † 23. November 1999 in Tewksbury, Massachusetts), vollständiger Name James Abbott Sauer, war ein US-amerikanischer Vorderasiatischer Archäologe und Professor an der University of Pennsylvania. Sein Spezialgebiet war die syro-palästinensische Keramik. Er war zeitweise Präsident des Verwaltungsrates des American Center of Oriental Research (ACOR) und der American Schools of Oriental Research (ASOR) sowie Museumskurator.

## Leben
Sauer wurde durch seinen Vater, den Alttestamentler Alfred von Rohr Sauer (1908–1991), noch während seiner Highschool-Zeit in die praktische Feldarchäologie eingeführt. Dieser verbrachte mit seinem Sohn von 1960 bis 1961 ein Sabbatjahr in Jerusalem. Der junge Sauer arbeitete in diesem Jahr an zwei Ausgrabungsstätten. Nach der Highschool widmete er sich zunächst jedoch nicht der Archäologie, sondern folgte der Tradition seines Vaters und erwarb 1967 am evangelisch-lutherischen Concordia Senior College in Fort Wayne, Indiana einen Bachelor-Abschluss in Althebräisch und Altgriechisch. Aufgrund seiner praktischen archäologischen und altsprachlichen Vorbildung nahm Sauer ein postgraduales Studium für Vorderasiatische Archäologie an der Harvard University auf. Er war dort von 1970 bis 1971 Teaching Fellow. In den Jahren 1968 und 1970 erhielt er durch die Zion Research Foundation ein Sommer-Reisestipendium der American Schools of Oriental Research und von 1971 bis 1972 ein Forschungsstipendium der National Endowment for the Humanities. In diesem Zusammenhang war er in beiden Jahren Albright Fellow an der ASOR. Im Jahr 1973 wurde er in Harvard mit der Arbeit The stratification and pottery of Tell Hesbân (dt. Die Stratigraphie und Keramik vom Tell Hesbân) promoviert und nahm noch im selben Jahr eine Stelle als Annual Professor am American Center of Oriental Research (ACOR) in Amman in Jordanien an. Dieses Institut war erst fünf Jahre zuvor als Außenstelle der American Schools of Oriental Research (ASOR) gegründet worden. Bereits im darauf folgenden Jahr übernahm Sauer die Leitung des ACOR und war bis 1981 dessen erster Direktor. Gleichzeitig nahm er dort Lehraufträge war. Eine seiner ersten Amtshandlungen war der Umzug des Instituts von seinen beengten Räumlichkeiten im Zentrum Ammans in ein großes, dreistöckiges Gebäude in einem der westlichen Vororte der Stadt. Der zusätzliche Platz ermöglichte es dem jungen Institut, seine Einrichtungen und Programme zu erweitern, um mit der zunehmenden Zahl amerikanischer archäologischer Feldforschungen in Jordanien Schritt zu halten. Während seiner Amtszeit beim ACOR wurden zahlreiche mit der ASOR verbundene Projekte in Jordanien ins Leben gerufen oder erweitert. Sauer übernahm als herausragender Keramiktypologe deren Aufarbeitung für zahllose Feldprojekte und war als Dozent an der Universität von Jordanien tätig. Er engagierte sich bei den Friends of Archaeology and Heritage Jordan, hielt Vorträge, gab archäologische Keramikkurse und leitete fachkundige öffentliche Führungen zu archäologischen Stätten.
Sauer grub unter anderem in Deir Alla, Tell Taʿannek, Tell Hesbon, Khilda, Iraq el-Amir. Er begleitete und leitete auch verschiedene archäologische Expeditionen. In den Jahren 1975 und 1976 war er stellvertretender Leiter der East Jordan Valley Survey, 1977 Leiter der ACOR Archaeological Survey of Syria und 1978 Keramikexperte der Central Moab Survey. Sauer hat 1973 ein bis heute weitgehend genutztes stratigraphisches Keramikschema für Jordanien aufgestellt, das der US-amerikanische Provinzialrömische Archäologe S. Thomas Parker (1950–2021) bis 2006 überarbeitet hat.
Im Jahr 1980 gehörte Sauer neben dem damaligen Kronprinzen des Königreiches Jordanien, Prinz Hassan ibn Talal, zu den Mitbegründern der ersten International Conference on the History and Archaeology of Jordan (Internationalen Konferenz über die Geschichte und Archäologie Jordaniens) an der Universität Oxford, der heute wichtigsten Tagung zur Geschichte und Archäologie Jordaniens, die seither alle drei Jahre an verschiedenen Veranstaltungsorten stattfindet.
Nachdem Sauer 1981 seine Arbeit als Direktor des ACOR niedergelegt hatte, folgte er einem Ruf an die University of Pennsylvania in Philadelphia und übernahm dort im Juli 1981 neben einem Lehrauftrag gleichzeitig die Stelle als stellvertretender Kurator für syro-palästinensische Archäologie am University of Pennsylvania Museum of Archaeology and Anthropology. Bald nach seiner Ankunft reaktivierte er in Zusammenarbeit mit seinem Doktoranden Jeffrey A. Blakely und mit Unterstützung der American Foundation for the Study of Man alte Forschungsinteressen des Biblischen Archäologen William Foxwell Albright (1891–1971) im Jemen. Albright hatte den Aussagen der Bibel einen weitgehend historischen Hintergrund zugesprochen.
Von 1982 bis 1988 wurde er für zwei Amtszeiten zum Präsidenten des Verwaltungsrates der ASOR gewählt. Während dieser Zeiten spielte er eine Schlüsselrolle bei der Beschaffung von Mitteln für den Bau einer ständigen Einrichtung für das ACOR in Amman. Er förderte auch das Wachstum des damals jüngsten ausländischen Zentrums der ASOR, des Cyprus American Archaeological Research Institute in Nikosia. Als Sauers zweite Amtszeit als ASOR-Präsident endete, wurde er Kurator und wissenschaftlicher Mitarbeiter am Harvard Semitic Museum der Universität Harvard. Der Ausbruch der Chorea Huntington, einer unheilbaren Erbkrankheit des Gehirns, die zum Tode führt, verhinderte die Verwirklichung seiner Pläne, das alte Gebäude zu renovieren und die Sammlungen neu aufzustellen.
Sauer war verheiratet und wurde auf dem Mount-Hope-Friedhof von West Acton, Massachusetts bestattet.

## Trivia
Im Jahr 2000 war durch viele Spender über die James-A.-Sauer-Gedächtnis-Stiftung das James-A.-Sauer-Gedächtnisstipendium (James A. Sauer Memorial Fellowship) über 1.250 Dollar ins Leben gerufen worden, das vom American Center of Oriental Research ausgeschrieben wird, um Studenten zu unterstützen, die sich mit der Archäologie Jordaniens beschäftigen.

## Schriften (Auswahl)
- The stratification and pottery of Tell Hesbân Harvard University, Cambridge, Mass. 1973 (= Dissertation).
- Heshbon pottery 1971. A preliminary report on the pottery from the 1971 excavations at Tell Ḥesbân (= Andrews University Monographs. Band 7). Andrews University Press, Berrien Springs 1973.
- mit Larry G. Herr: Ceramic Finds. Typological and Technological Studies of the Pottery Remains from Tell Hesban and Vicinity (= Hesban. Band 11). Andrews University Press, Berrien Springs 2012, ISBN 978-0-943872-24-7.